# Kamrar
Kamrar es una ciudad ubicada en el condado de Hamilton en el estado estadounidense de Iowa. En el Censo de 2010 tenía una población de 199 habitantes y una densidad poblacional de 89,86 personas por km².

## Geografía
Kamrar se encuentra ubicada en las coordenadas 42°23′23″N 93°43′41″O / 42.38972, -93.72806. Según la Oficina del Censo de los Estados Unidos, Kamrar tiene una superficie total de 2.21 km², de la cual 2.21 km² corresponden a tierra firme y (0%) 0 km² es agua.

## Demografía
Según el censo de 2010, había 199 personas residiendo en Kamrar. La densidad de población era de 89,86 hab./km². De los 199 habitantes, Kamrar estaba compuesto por el 96.48% blancos, el 0% eran afroamericanos, el 0% eran amerindios, el 2.01% eran asiáticos, el 0% eran isleños del Pacífico, el 0% eran de otras razas y el 1.51% pertenecían a dos o más razas. Del total de la población el 0% eran hispanos o latinos de cualquier raza.